# Liste des planètes mineures (783001-784000)
Voici la liste des planètes mineures numérotées de 783001 à 784000. Les planètes mineures sont numérotées lorsque leur orbite est confirmée, ce qui peut parfois se produire longtemps après leur découverte. Elles sont classées ici par leur numéro.

## Planètes mineures 783001 à 784000
- (783001) 2014 OZ26
- (783002) 2014 OL29
- (783003) 2014 OW34
- (783004) 2014 OE37
- (783005) 2014 OT37
- (783006) 2014 OV37
- (783007) 2014 OL38
- (783008) 2014 OY43
- (783009) 2014 OT47
- (783010) 2014 OW47
- (783011) 2014 OL49
- (783012) 2014 OY51
- (783013) 2014 OB58
- (783014) 2014 OY59
- (783015) 2014 OH66
- (783016) 2014 OG68
- (783017) 2014 OZ69
- (783018) 2014 OV71
- (783019) 2014 OO75
- (783020) 2014 OJ77
- (783021) 2014 OL82
- (783022) 2014 OW84
- (783023) 2014 OY96
- (783024) 2014 OW97
- (783025) 2014 OF99
- (783026) 2014 OZ102
- (783027) 2014 OK103
- (783028) 2014 OX108
- (783029) 2014 OV110
- (783030) 2014 OL112
- (783031) 2014 OU114
- (783032) 2014 OW116
- (783033) 2014 OR119
- (783034) 2014 OA121
- (783035) 2014 OP121
- (783036) 2014 OB129
- (783037) 2014 OE134
- (783038) 2014 OL135
- (783039) 2014 OZ136
- (783040) 2014 OY137
- (783041) 2014 OE138
- (783042) 2014 OY138
- (783043) 2014 OK140
- (783044) 2014 OW140
- (783045) 2014 OQ142
- (783046) 2014 OK144
- (783047) 2014 ON144
- (783048) 2014 OE146
- (783049) 2014 OV146
- (783050) 2014 OJ152
- (783051) 2014 OU152
- (783052) 2014 OG162
- (783053) 2014 OP162
- (783054) 2014 OY165
- (783055) 2014 OF171
- (783056) 2014 ON173
- (783057) 2014 OD177
- (783058) 2014 OL177
- (783059) 2014 OR178
- (783060) 2014 OM189
- (783061) 2014 OR191
- (783062) 2014 OK196
- (783063) 2014 OW200
- (783064) 2014 OD211
- (783065) 2014 ON216
- (783066) 2014 OV223
- (783067) 2014 OP227
- (783068) 2014 OQ230
- (783069) 2014 ON236
- (783070) 2014 OQ244
- (783071) 2014 OQ245
- (783072) 2014 ON247
- (783073) 2014 OF249
- (783074) 2014 OK256
- (783075) 2014 OR278
- (783076) 2014 OO283
- (783077) 2014 OV295
- (783078) 2014 OG301
- (783079) 2014 OZ303
- (783080) 2014 OY312
- (783081) 2014 OF316
- (783082) 2014 OH316
- (783083) 2014 OM317
- (783084) 2014 OV324
- (783085) 2014 OL325
- (783086) 2014 OV330
- (783087) 2014 OG331
- (783088) 2014 OP345
- (783089) 2014 OR351
- (783090) 2014 OC361
- (783091) 2014 OQ361
- (783092) 2014 OO362
- (783093) 2014 OD369
- (783094) 2014 OK370
- (783095) 2014 OH371
- (783096) 2014 OO380
- (783097) 2014 OP396
- (783098) 2014 OA397
- (783099) 2014 OH399
- (783100) 2014 OG400
- (783101) 2014 OL403
- (783102) 2014 OJ404
- (783103) 2014 OB405
- (783104) 2014 OG406
- (783105) 2014 OH406
- (783106) 2014 OQ406
- (783107) 2014 OZ406
- (783108) 2014 OM407
- (783109) 2014 OV407
- (783110) 2014 OZ408
- (783111) 2014 OC409
- (783112) 2014 OA410
- (783113) 2014 OF414
- (783114) 2014 OR414
- (783115) 2014 OD415
- (783116) 2014 OK416
- (783117) 2014 OS421
- (783118) 2014 OA422
- (783119) 2014 OJ430
- (783120) 2014 OL430
- (783121) 2014 OA432
- (783122) 2014 OC432
- (783123) 2014 OE432
- (783124) 2014 OH432
- (783125) 2014 ON432
- (783126) 2014 OV432
- (783127) 2014 OY432
- (783128) 2014 OA435
- (783129) 2014 OS442
- (783130) 2014 OJ443
- (783131) 2014 OL443
- (783132) 2014 OZ446
- (783133) 2014 OL447
- (783134) 2014 OX452
- (783135) 2014 OO454
- (783136) 2014 OL455
- (783137) 2014 OC462
- (783138) 2014 OD462
- (783139) 2014 OJ468
- (783140) 2014 OJ469
- (783141) 2014 OZ471
- (783142) 2014 OR488
- (783143) 2014 OG489
- (783144) 2014 PH9
- (783145) 2014 PA13
- (783146) 2014 PJ21
- (783147) 2014 PE24
- (783148) 2014 PV25
- (783149) 2014 PS30
- (783150) 2014 PA70
- (783151) 2014 PF72
- (783152) 2014 PT73
- (783153) 2014 PJ76
- (783154) 2014 PT77
- (783155) 2014 PH83
- (783156) 2014 PN87
- (783157) 2014 PO87
- (783158) 2014 PP88
- (783159) 2014 PW88
- (783160) 2014 PU89
- (783161) 2014 PT90
- (783162) 2014 PP91
- (783163) 2014 PS92
- (783164) 2014 PW93
- (783165) 2014 PD94
- (783166) 2014 PS100
- (783167) 2014 PP103
- (783168) 2014 PF104
- (783169) 2014 PN105
- (783170) 2014 PZ115
- (783171) 2014 QB13
- (783172) 2014 QA17
- (783173) 2014 QZ29
- (783174) 2014 QO34
- (783175) 2014 QK36
- (783176) 2014 QZ38
- (783177) 2014 QN42
- (783178) 2014 QO44
- (783179) 2014 QS44
- (783180) 2014 QA48
- (783181) 2014 QR55
- (783182) 2014 QD56
- (783183) 2014 QF56
- (783184) 2014 QY57
- (783185) 2014 QA60
- (783186) 2014 QS60
- (783187) 2014 QO61
- (783188) 2014 QM66
- (783189) 2014 QH67
- (783190) 2014 QO70
- (783191) 2014 QB72
- (783192) 2014 QM78
- (783193) 2014 QN78
- (783194) 2014 QR80
- (783195) 2014 QW89
- (783196) 2014 QQ93
- (783197) 2014 QR93
- (783198) 2014 QW94
- (783199) 2014 QU99
- (783200) 2014 QJ100
- (783201) 2014 QH101
- (783202) 2014 QA102
- (783203) 2014 QB102
- (783204) 2014 QS105
- (783205) 2014 QG108
- (783206) 2014 QK109
- (783207) 2014 QY112
- (783208) 2014 QJ116
- (783209) 2014 QZ117
- (783210) 2014 QU119
- (783211) 2014 QZ121
- (783212) 2014 QT123
- (783213) 2014 QR124
- (783214) 2014 QN128
- (783215) 2014 QU128
- (783216) 2014 QE130
- (783217) 2014 QK130
- (783218) 2014 QQ131
- (783219) 2014 QL135
- (783220) 2014 QN136
- (783221) 2014 QF137
- (783222) 2014 QK137
- (783223) 2014 QS138
- (783224) 2014 QM139
- (783225) 2014 QE141
- (783226) 2014 QD142
- (783227) 2014 QZ148
- (783228) 2014 QD149
- (783229) 2014 QP150
- (783230) 2014 QJ159
- (783231) 2014 QK163
- (783232) 2014 QF167
- (783233) 2014 QH171
- (783234) 2014 QN176
- (783235) 2014 QL180
- (783236) 2014 QC183
- (783237) 2014 QO187
- (783238) 2014 QT187
- (783239) 2014 QA190
- (783240) 2014 QZ191
- (783241) 2014 QH194
- (783242) 2014 QP195
- (783243) 2014 QC196
- (783244) 2014 QQ197
- (783245) 2014 QH199
- (783246) 2014 QS201
- (783247) 2014 QD202
- (783248) 2014 QB204
- (783249) 2014 QZ209
- (783250) 2014 QV210
- (783251) 2014 QO211
- (783252) 2014 QY212
- (783253) 2014 QH213
- (783254) 2014 QO214
- (783255) 2014 QH215
- (783256) 2014 QJ215
- (783257) 2014 QG216
- (783258) 2014 QM219
- (783259) 2014 QP222
- (783260) 2014 QQ222
- (783261) 2014 QB224
- (783262) 2014 QN225
- (783263) 2014 QP234
- (783264) 2014 QX235
- (783265) 2014 QV237
- (783266) 2014 QW240
- (783267) 2014 QZ242
- (783268) 2014 QR243
- (783269) 2014 QC246
- (783270) 2014 QK248
- (783271) 2014 QP251
- (783272) 2014 QT256
- (783273) 2014 QY256
- (783274) 2014 QC260
- (783275) 2014 QX260
- (783276) 2014 QT261
- (783277) 2014 QD266
- (783278) 2014 QV268
- (783279) 2014 QA274
- (783280) 2014 QR274
- (783281) 2014 QG280
- (783282) 2014 QB281
- (783283) 2014 QZ281
- (783284) 2014 QX284
- (783285) 2014 QM285
- (783286) 2014 QO294
- (783287) 2014 QE299
- (783288) 2014 QK299
- (783289) 2014 QL314
- (783290) 2014 QX315
- (783291) 2014 QP319
- (783292) 2014 QC320
- (783293) 2014 QP321
- (783294) 2014 QA332
- (783295) 2014 QE333
- (783296) 2014 QA336
- (783297) 2014 QK336
- (783298) 2014 QV345
- (783299) 2014 QG347
- (783300) 2014 QU349
- (783301) 2014 QA352
- (783302) 2014 QH360
- (783303) 2014 QC368
- (783304) 2014 QV368
- (783305) 2014 QC370
- (783306) 2014 QK373
- (783307) 2014 QG377
- (783308) 2014 QQ377
- (783309) 2014 QR379
- (783310) 2014 QF380
- (783311) 2014 QP388
- (783312) 2014 QQ397
- (783313) 2014 QM398
- (783314) 2014 QQ398
- (783315) 2014 QM412
- (783316) 2014 QF422
- (783317) 2014 QH426
- (783318) 2014 QM430
- (783319) 2014 QA431
- (783320) 2014 QJ436
- (783321) 2014 QC437
- (783322) 2014 QN439
- (783323) 2014 QQ451
- (783324) 2014 QM453
- (783325) 2014 QF455
- (783326) 2014 QE456
- (783327) 2014 QK457
- (783328) 2014 QX458
- (783329) 2014 QB459
- (783330) 2014 QH459
- (783331) 2014 QJ460
- (783332) 2014 QL460
- (783333) 2014 QT460
- (783334) 2014 QM463
- (783335) 2014 QP463
- (783336) 2014 QN464
- (783337) 2014 QL465
- (783338) 2014 QC467
- (783339) 2014 QD467
- (783340) 2014 QJ467
- (783341) 2014 QC468
- (783342) 2014 QM468
- (783343) 2014 QX468
- (783344) 2014 QK469
- (783345) 2014 QD470
- (783346) 2014 QR470
- (783347) 2014 QT470
- (783348) 2014 QN471
- (783349) 2014 QO471
- (783350) 2014 QR471
- (783351) 2014 QX472
- (783352) 2014 QU475
- (783353) 2014 QP477
- (783354) 2014 QU477
- (783355) 2014 QG480
- (783356) 2014 QQ481
- (783357) 2014 QC482
- (783358) 2014 QY482
- (783359) 2014 QK485
- (783360) 2014 QE489
- (783361) 2014 QY494
- (783362) 2014 QG495
- (783363) 2014 QK500
- (783364) 2014 QP504
- (783365) 2014 QE505
- (783366) 2014 QN507
- (783367) 2014 QA508
- (783368) 2014 QA510
- (783369) 2014 QM512
- (783370) 2014 QA515
- (783371) 2014 QJ515
- (783372) 2014 QR518
- (783373) 2014 QT518
- (783374) 2014 QS519
- (783375) 2014 QB520
- (783376) 2014 QT520
- (783377) 2014 QE522
- (783378) 2014 QG522
- (783379) 2014 QL523
- (783380) 2014 QF526
- (783381) 2014 QG526
- (783382) 2014 QX526
- (783383) 2014 QY526
- (783384) 2014 QM527
- (783385) 2014 QR527
- (783386) 2014 QJ529
- (783387) 2014 QC530
- (783388) 2014 QE534
- (783389) 2014 QV534
- (783390) 2014 QX534
- (783391) 2014 QD535
- (783392) 2014 QT536
- (783393) 2014 QW537
- (783394) 2014 QU539
- (783395) 2014 QO545
- (783396) 2014 QJ546
- (783397) 2014 QG547
- (783398) 2014 QW547
- (783399) 2014 QB548
- (783400) 2014 QU550
- (783401) 2014 QV550
- (783402) 2014 QE551
- (783403) 2014 QG554
- (783404) 2014 QW554
- (783405) 2014 QC555
- (783406) 2014 QK557
- (783407) 2014 QC564
- (783408) 2014 QY564
- (783409) 2014 QV569
- (783410) 2014 QW569
- (783411) 2014 QX569
- (783412) 2014 QN571
- (783413) 2014 QJ574
- (783414) 2014 QX574
- (783415) 2014 QJ579
- (783416) 2014 QK580
- (783417) 2014 QO583
- (783418) 2014 QE584
- (783419) 2014 QG584
- (783420) 2014 QG590
- (783421) 2014 QL590
- (783422) 2014 QC596
- (783423) 2014 QP596
- (783424) 2014 QJ598
- (783425) 2014 QJ613
- (783426) 2014 QM614
- (783427) 2014 RO2
- (783428) 2014 RY3
- (783429) 2014 RN10
- (783430) 2014 RA11
- (783431) 2014 RC15
- (783432) 2014 RE24
- (783433) 2014 RZ24
- (783434) 2014 RP28
- (783435) 2014 RB30
- (783436) 2014 RH33
- (783437) 2014 RV36
- (783438) 2014 RR47
- (783439) 2014 RD56
- (783440) 2014 RK56
- (783441) 2014 RE58
- (783442) 2014 RM59
- (783443) 2014 RN59
- (783444) 2014 RB64
- (783445) 2014 RH65
- (783446) 2014 RK65
- (783447) 2014 RA66
- (783448) 2014 RM67
- (783449) 2014 RR67
- (783450) 2014 RJ69
- (783451) 2014 RP69
- (783452) 2014 RC73
- (783453) 2014 RU76
- (783454) 2014 RB77
- (783455) 2014 RO77
- (783456) 2014 RV77
- (783457) 2014 RU80
- (783458) 2014 RE83
- (783459) 2014 RT83
- (783460) 2014 RU84
- (783461) 2014 RD85
- (783462) 2014 RF86
- (783463) 2014 RL88
- (783464) 2014 RY91
- (783465) 2014 SL4
- (783466) 2014 SY9
- (783467) 2014 SE11
- (783468) 2014 SH11
- (783469) 2014 SH12
- (783470) 2014 SB17
- (783471) 2014 SZ17
- (783472) 2014 SE19
- (783473) 2014 SO19
- (783474) 2014 SV20
- (783475) 2014 SP22
- (783476) 2014 SJ24
- (783477) 2014 ST24
- (783478) 2014 SH29
- (783479) 2014 SD33
- (783480) 2014 ST34
- (783481) 2014 ST36
- (783482) 2014 SY36
- (783483) 2014 SC37
- (783484) 2014 SD38
- (783485) 2014 SX39
- (783486) 2014 SC44
- (783487) 2014 SU44
- (783488) 2014 SK48
- (783489) 2014 SZ53
- (783490) 2014 SD55
- (783491) 2014 SE59
- (783492) 2014 SW59
- (783493) 2014 SM60
- (783494) 2014 SG62
- (783495) 2014 SG64
- (783496) 2014 SG69
- (783497) 2014 SQ70
- (783498) 2014 SS70
- (783499) 2014 SB71
- (783500) 2014 SL76
- (783501) 2014 SL82
- (783502) 2014 SJ83
- (783503) 2014 SL83
- (783504) 2014 SA87
- (783505) 2014 SE89
- (783506) 2014 SV90
- (783507) 2014 SV94
- (783508) 2014 SX97
- (783509) 2014 SC98
- (783510) 2014 SR99
- (783511) 2014 SY99
- (783512) 2014 SM103
- (783513) 2014 SM105
- (783514) 2014 SQ106
- (783515) 2014 SV106
- (783516) 2014 SL112
- (783517) 2014 SN114
- (783518) 2014 SJ115
- (783519) 2014 SA116
- (783520) 2014 SG122
- (783521) 2014 SO122
- (783522) 2014 SF126
- (783523) 2014 SU126
- (783524) 2014 SV126
- (783525) 2014 SY130
- (783526) 2014 SW132
- (783527) 2014 SU133
- (783528) 2014 SJ136
- (783529) 2014 SZ138
- (783530) 2014 SJ139
- (783531) 2014 SR140
- (783532) 2014 SZ140
- (783533) 2014 SP151
- (783534) 2014 SA165
- (783535) 2014 SC171
- (783536) 2014 SS173
- (783537) 2014 SA175
- (783538) 2014 SS175
- (783539) 2014 SJ179
- (783540) 2014 SD181
- (783541) 2014 SS181
- (783542) 2014 SP182
- (783543) 2014 SA186
- (783544) 2014 SJ186
- (783545) 2014 SE187
- (783546) 2014 SU187
- (783547) 2014 SC188
- (783548) 2014 SR188
- (783549) 2014 SC191
- (783550) 2014 SW192
- (783551) 2014 SS193
- (783552) 2014 SA194
- (783553) 2014 SA197
- (783554) 2014 SS197
- (783555) 2014 SJ200
- (783556) 2014 SN202
- (783557) 2014 SG205
- (783558) 2014 SP205
- (783559) 2014 SV205
- (783560) 2014 SY205
- (783561) 2014 SL224
- (783562) 2014 SZ225
- (783563) 2014 SM226
- (783564) 2014 SR236
- (783565) 2014 SR244
- (783566) 2014 SF247
- (783567) 2014 SD250
- (783568) 2014 SH250
- (783569) 2014 SS253
- (783570) 2014 SO254
- (783571) 2014 SP254
- (783572) 2014 ST255
- (783573) 2014 SU264
- (783574) 2014 SA266
- (783575) 2014 SK272
- (783576) 2014 SU273
- (783577) 2014 SB276
- (783578) 2014 SO276
- (783579) 2014 SK277
- (783580) 2014 SS284
- (783581) 2014 SO291
- (783582) 2014 SX291
- (783583) 2014 SE295
- (783584) 2014 SD297
- (783585) 2014 SV302
- (783586) 2014 SU308
- (783587) 2014 SN311
- (783588) 2014 SN317
- (783589) 2014 SK321
- (783590) 2014 SK323
- (783591) 2014 SP324
- (783592) 2014 SD325
- (783593) 2014 SY331
- (783594) 2014 SE333
- (783595) 2014 SH336
- (783596) 2014 SC341
- (783597) 2014 SE341
- (783598) 2014 SQ342
- (783599) 2014 SM343
- (783600) 2014 SQ343
- (783601) 2014 SP353
- (783602) 2014 SA356
- (783603) 2014 SB357
- (783604) 2014 SF358
- (783605) 2014 SJ358
- (783606) 2014 SK358
- (783607) 2014 SM358
- (783608) 2014 SV358
- (783609) 2014 SY358
- (783610) 2014 SK359
- (783611) 2014 SM359
- (783612) 2014 SY359
- (783613) 2014 SL360
- (783614) 2014 SN360
- (783615) 2014 SU360
- (783616) 2014 SF362
- (783617) 2014 SJ362
- (783618) 2014 SS362
- (783619) 2014 SY362
- (783620) 2014 ST364
- (783621) 2014 SS366
- (783622) 2014 SY367
- (783623) 2014 SR369
- (783624) 2014 SO374
- (783625) 2014 SA377
- (783626) 2014 SZ377
- (783627) 2014 SL378
- (783628) 2014 SQ378
- (783629) 2014 SG379
- (783630) 2014 SL379
- (783631) 2014 SP379
- (783632) 2014 SG380
- (783633) 2014 SO380
- (783634) 2014 ST380
- (783635) 2014 SX380
- (783636) 2014 SL381
- (783637) 2014 SA382
- (783638) 2014 SH382
- (783639) 2014 SN382
- (783640) 2014 SC383
- (783641) 2014 SG383
- (783642) 2014 SS384
- (783643) 2014 SV385
- (783644) 2014 SO387
- (783645) 2014 SN388
- (783646) 2014 SS388
- (783647) 2014 SN389
- (783648) 2014 SU394
- (783649) 2014 SC395
- (783650) 2014 SH395
- (783651) 2014 SL395
- (783652) 2014 SP395
- (783653) 2014 SQ395
- (783654) 2014 SD396
- (783655) 2014 SL396
- (783656) 2014 SC397
- (783657) 2014 SD397
- (783658) 2014 SG398
- (783659) 2014 SU399
- (783660) 2014 SY399
- (783661) 2014 SC400
- (783662) 2014 SL400
- (783663) 2014 SR407
- (783664) 2014 SS407
- (783665) 2014 SU410
- (783666) 2014 SK411
- (783667) 2014 SV411
- (783668) 2014 SB412
- (783669) 2014 SR412
- (783670) 2014 ST412
- (783671) 2014 SP418
- (783672) 2014 SJ420
- (783673) 2014 SV420
- (783674) 2014 SY421
- (783675) 2014 TK4
- (783676) 2014 TH9
- (783677) 2014 TF13
- (783678) 2014 TG13
- (783679) 2014 TU13
- (783680) 2014 TJ14
- (783681) 2014 TN15
- (783682) 2014 TY24
- (783683) 2014 TA32
- (783684) 2014 TH40
- (783685) 2014 TG41
- (783686) 2014 TO41
- (783687) 2014 TG43
- (783688) 2014 TC46
- (783689) 2014 TG46
- (783690) 2014 TL51
- (783691) 2014 TA53
- (783692) 2014 TW56
- (783693) 2014 TR58
- (783694) 2014 TW59
- (783695) 2014 TX62
- (783696) 2014 TC64
- (783697) 2014 TO64
- (783698) 2014 TA68
- (783699) 2014 TN78
- (783700) 2014 TD81
- (783701) 2014 TF81
- (783702) 2014 TD82
- (783703) 2014 TO87
- (783704) 2014 TC88
- (783705) 2014 TD90
- (783706) 2014 TL90
- (783707) 2014 TO90
- (783708) 2014 TQ92
- (783709) 2014 TE93
- (783710) 2014 TK94
- (783711) 2014 TA95
- (783712) 2014 TP98
- (783713) 2014 TJ102
- (783714) 2014 TO102
- (783715) 2014 TL103
- (783716) 2014 TS103
- (783717) 2014 TA104
- (783718) 2014 TZ104
- (783719) 2014 TM106
- (783720) 2014 TJ107
- (783721) 2014 TW108
- (783722) 2014 TM112
- (783723) 2014 TA113
- (783724) 2014 TP113
- (783725) 2014 TN118
- (783726) 2014 TO118
- (783727) 2014 TH121
- (783728) 2014 TL121
- (783729) 2014 TW122
- (783730) 2014 TQ123
- (783731) 2014 UU
- (783732) 2014 UR8
- (783733) 2014 UZ13
- (783734) 2014 UY21
- (783735) 2014 UT22
- (783736) 2014 UM26
- (783737) 2014 UW26
- (783738) 2014 UA27
- (783739) 2014 UJ37
- (783740) 2014 UL37
- (783741) 2014 UK43
- (783742) 2014 UY43
- (783743) 2014 UZ44
- (783744) 2014 UC49
- (783745) 2014 UJ52
- (783746) 2014 UB53
- (783747) 2014 UV59
- (783748) 2014 UW64
- (783749) 2014 UR70
- (783750) 2014 UY70
- (783751) 2014 UN71
- (783752) 2014 UH73
- (783753) 2014 UX73
- (783754) 2014 UJ76
- (783755) 2014 UB78
- (783756) 2014 UO79
- (783757) 2014 UT81
- (783758) 2014 UA87
- (783759) 2014 UN100
- (783760) 2014 UM103
- (783761) 2014 UQ104
- (783762) 2014 UE105
- (783763) 2014 UV109
- (783764) 2014 UH111
- (783765) 2014 UU112
- (783766) 2014 UP115
- (783767) 2014 UH120
- (783768) 2014 UU122
- (783769) 2014 UM128
- (783770) 2014 UK130
- (783771) 2014 UJ131
- (783772) 2014 UW131
- (783773) 2014 UF138
- (783774) 2014 UH140
- (783775) 2014 UW140
- (783776) 2014 UV141
- (783777) 2014 UK142
- (783778) 2014 US143
- (783779) 2014 UW144
- (783780) 2014 UQ146
- (783781) 2014 US149
- (783782) 2014 UZ151
- (783783) 2014 UD154
- (783784) 2014 UG154
- (783785) 2014 UM154
- (783786) 2014 UB162
- (783787) 2014 UT162
- (783788) 2014 UU164
- (783789) 2014 UG166
- (783790) 2014 UR166
- (783791) 2014 UR173
- (783792) 2014 UR176
- (783793) 2014 UA177
- (783794) 2014 UY178
- (783795) 2014 UU180
- (783796) 2014 UU192
- (783797) 2014 UA197
- (783798) 2014 UQ207
- (783799) 2014 UR209
- (783800) 2014 UQ212
- (783801) 2014 UK220
- (783802) 2014 UL224
- (783803) 2014 UU230
- (783804) 2014 UG231
- (783805) 2014 UR231
- (783806) 2014 UG235
- (783807) 2014 UC236
- (783808) 2014 UG236
- (783809) 2014 UK236
- (783810) 2014 UY238
- (783811) 2014 UA244
- (783812) 2014 UU250
- (783813) 2014 UR255
- (783814) 2014 UH256
- (783815) 2014 UV257
- (783816) 2014 UJ258
- (783817) 2014 UB259
- (783818) 2014 UB261
- (783819) 2014 UM262
- (783820) 2014 UY263
- (783821) 2014 UF265
- (783822) 2014 UK265
- (783823) 2014 UZ269
- (783824) 2014 UO270
- (783825) 2014 UK271
- (783826) 2014 US272
- (783827) 2014 UO273
- (783828) 2014 UE275
- (783829) 2014 UL279
- (783830) 2014 UQ280
- (783831) 2014 UP283
- (783832) 2014 UH286
- (783833) 2014 UF287
- (783834) 2014 UR288
- (783835) 2014 VD
- (783836) 2014 VC3
- (783837) 2014 VC8
- (783838) 2014 VE20
- (783839) 2014 VY21
- (783840) 2014 VC28
- (783841) 2014 VN29
- (783842) 2014 VN34
- (783843) 2014 VU36
- (783844) 2014 VJ39
- (783845) 2014 VO39
- (783846) 2014 VC40
- (783847) 2014 WK2
- (783848) 2014 WU3
- (783849) 2014 WD8
- (783850) 2014 WO10
- (783851) 2014 WM12
- (783852) 2014 WR13
- (783853) 2014 WS15
- (783854) 2014 WJ17
- (783855) 2014 WK17
- (783856) 2014 WV19
- (783857) 2014 WU26
- (783858) 2014 WQ27
- (783859) 2014 WR29
- (783860) 2014 WO31
- (783861) 2014 WJ34
- (783862) 2014 WW36
- (783863) 2014 WA37
- (783864) 2014 WB42
- (783865) 2014 WN44
- (783866) 2014 WG51
- (783867) 2014 WO53
- (783868) 2014 WY57
- (783869) 2014 WK58
- (783870) 2014 WR73
- (783871) 2014 WW75
- (783872) 2014 WN77
- (783873) 2014 WJ78
- (783874) 2014 WN78
- (783875) 2014 WG79
- (783876) 2014 WU79
- (783877) 2014 WE82
- (783878) 2014 WE85
- (783879) 2014 WS89
- (783880) 2014 WU91
- (783881) 2014 WS92
- (783882) 2014 WC93
- (783883) 2014 WW93
- (783884) 2014 WG94
- (783885) 2014 WL95
- (783886) 2014 WL97
- (783887) 2014 WP97
- (783888) 2014 WS97
- (783889) 2014 WG99
- (783890) 2014 WO100
- (783891) 2014 WU104
- (783892) 2014 WL105
- (783893) 2014 WF108
- (783894) 2014 WN108
- (783895) 2014 WC110
- (783896) 2014 WD113
- (783897) 2014 WX113
- (783898) 2014 WE122
- (783899) 2014 WW123
- (783900) 2014 WF124
- (783901) 2014 WO125
- (783902) 2014 WU127
- (783903) 2014 WT133
- (783904) 2014 WW133
- (783905) 2014 WQ134
- (783906) 2014 WA138
- (783907) 2014 WH138
- (783908) 2014 WJ142
- (783909) 2014 WA146
- (783910) 2014 WR148
- (783911) 2014 WN152
- (783912) 2014 WP153
- (783913) 2014 WR154
- (783914) 2014 WT157
- (783915) 2014 WB158
- (783916) 2014 WE158
- (783917) 2014 WK160
- (783918) 2014 WD164
- (783919) 2014 WS169
- (783920) 2014 WV170
- (783921) 2014 WW174
- (783922) 2014 WB178
- (783923) 2014 WV178
- (783924) 2014 WQ186
- (783925) 2014 WZ187
- (783926) 2014 WZ188
- (783927) 2014 WP189
- (783928) 2014 WT193
- (783929) 2014 WM195
- (783930) 2014 WW203
- (783931) 2014 WG206
- (783932) 2014 WU212
- (783933) 2014 WW213
- (783934) 2014 WR217
- (783935) 2014 WO219
- (783936) 2014 WK222
- (783937) 2014 WY224
- (783938) 2014 WG228
- (783939) 2014 WW229
- (783940) 2014 WR230
- (783941) 2014 WA238
- (783942) 2014 WX238
- (783943) 2014 WK240
- (783944) 2014 WY240
- (783945) 2014 WX245
- (783946) 2014 WL251
- (783947) 2014 WP257
- (783948) 2014 WN260
- (783949) 2014 WA263
- (783950) 2014 WD264
- (783951) 2014 WY267
- (783952) 2014 WB268
- (783953) 2014 WL270
- (783954) 2014 WE271
- (783955) 2014 WP273
- (783956) 2014 WR273
- (783957) 2014 WS276
- (783958) 2014 WT278
- (783959) 2014 WS279
- (783960) 2014 WQ281
- (783961) 2014 WG282
- (783962) 2014 WD284
- (783963) 2014 WZ284
- (783964) 2014 WD287
- (783965) 2014 WQ288
- (783966) 2014 WJ290
- (783967) 2014 WP291
- (783968) 2014 WU294
- (783969) 2014 WX295
- (783970) 2014 WK298
- (783971) 2014 WJ305
- (783972) 2014 WL305
- (783973) 2014 WC306
- (783974) 2014 WU306
- (783975) 2014 WJ307
- (783976) 2014 WT307
- (783977) 2014 WG308
- (783978) 2014 WR311
- (783979) 2014 WT312
- (783980) 2014 WV315
- (783981) 2014 WM316
- (783982) 2014 WK320
- (783983) 2014 WE324
- (783984) 2014 WQ324
- (783985) 2014 WL326
- (783986) 2014 WN327
- (783987) 2014 WP329
- (783988) 2014 WR331
- (783989) 2014 WC332
- (783990) 2014 WZ334
- (783991) 2014 WE335
- (783992) 2014 WJ337
- (783993) 2014 WJ341
- (783994) 2014 WP341
- (783995) 2014 WS343
- (783996) 2014 WQ344
- (783997) 2014 WG345
- (783998) 2014 WF352
- (783999) 2014 WL359
- (784000) 2014 WS359